# Kjetil Husebø
Kjetil Husebø (* 2. Mai 1975 in Bergen) ist ein norwegischer Fusionmusiker (Piano, Keyboard, Live-Elektronik, Komposition).

## Leben und Wirken
Husebø, der klassischen Klavierunterricht erhielt, stammt ursprünglich aus Bergen, wo er mit dem Studium begann, lebt aber seit 1998 in Oslo, wo er sein Studium an der Universität Oslo fortsetzte und 2005 seinen Master in Ideengeschichte absolvierte. Als Pianist und Performer elektronischer Musik arbeitete er in der Folge an der Perfektionierung der musikalischen Vereinigung von Konzertflügel und Live-Sampling/Live-Elektronik.
Sein Debüt als Musiker und Komponist gab Husebø 1996 beim Nattjazz-Festival in Bergen. Bis 1997 spielte er mit seiner Band Coffee Pain. In dieser Zeit begann er auch die Zusammenarbeit mit Erot (Tore Kroknes).
In der Zeit von 2003 bis 2011 arbeitete Husebø in seinem Crossover-Projekt Optical Substance und veröffentlichte zwei Alben, die er mit einer Reihe von Gastmusikern komponierte, produzierte, programmierte und aufführte. Das Bandprojekt trat 2004 bei Moldejazz auf.
Zwischen 2012 und 2018 konzentrierte sich Husebø vor allem auf das Soloklavier: Die Alben Contradictions, Sources, Live at Nasjonal Jazzscene enthalten improvisierte Musik mit Klavier und Live-Elektronik/Sampling. Piano Transformed ist der Name sowohl eines Soloprojekts als auch eines Albums mit improvisierter und komponierter Musik. Live-Sampling und Live-Elektronik nutzten dabei den Flügel nicht nur als Klangquelle, sondern werden auch als Controller in Echtzeit eingesetzt, so dass das Live-Sampling entweder gleichzeitig mit dem Spiel auf dem Flügel stattfinden kann oder dass Klangfragmente aufgenommen und anschließend transformiert werden. Außerdem veröffentlichte er 2015 das rein akustische Soloalbum Steps, das Jan Erik Kongshaug im Rainbow Studio aufgenommen hatte. Im selben Zeitraum arbeitete er aber auch an dem Projekt Skyggespill, das elektronische Musik, Field Recording, Ambient und zeitgenössische Musik miteinander verbindet.
Husebø hat mittlerweile 18 Alben veröffentlicht und mit zahlreichen Musikern zusammengearbeitet, darunter Arve Henriksen, Bendik Hofseth, Thomas Strønen, Alex Gunia, Audun Waage und Eivind Aarset. 
Zwischen 2011 und 2016 organisierte Husebø zudem das Musikfestival Tape to Zero im Victoria/The National Jazz in Oslo.

## Diskographische Hinweise
- 2005: Optical Substance: Sub Luna (mit Auftritten von Jan-Erik Reknes, Audun Waage, Rune Mandelid, Kjetil van der Wel, Brikt Grendar)
- 2010: Optical Substance: Adaptation (mit Alex Gunia sowie u. a. Steinar Løberg Værnes, Patrick Shaw Iversen, Terje Evensen, Bjørn Charles Dreyer, Audun Waage)
- 2012: Contradictions
- 2013: Sources
- 2014: Skyggespill: Morphing Between Spaces and Phases
- 2015: Steps
- 2017: Piano Transformed
- 2020: Live at Nasjonal Jazzscene
- 2022: Arve Henriksen & Kjetil Husebø: Sequential Stream
- 2023: Years of Ambiguity (auf einigen Titeln mit Arve Henriksen, Eivind Aarset)[4]
- 2024: Emerging Narratives (mit Arve Henriksen, Eivind Aarset)